# Mastaba de Chepseskaf
Le mastaba el-Faraoun est le nom donné par les Égyptiens contemporains au tombeau de Chepseskaf, dernier souverain de la IVe dynastie. Ce tombeau marque un tournant dans l'édification des tombes royales de l'Ancien Empire. En effet, depuis la IIIe dynastie chaque pharaon se fait édifier un complexe funéraire dont le principal monument est une pyramide qui atteint avec la IVe dynastie des proportions colossales et une perfection géométrique qui force l'admiration depuis l'Antiquité.
Non seulement Chepseskaf rompt avec le choix de ses prédécesseurs de bâtir le complexe funéraire en face d'Héliopolis, en faisant établir le sien propre à Saqqarah, mais plus encore la rupture semble être complète par l'édification non plus d'une pyramide mais d'un gigantesque mastaba qui néanmoins est inclus dans un complexe funéraire.
Ce fait est diversement interprété par les égyptologues. Certaines théories penchent en faveur d'un complexe inachevé en raison de la brièveté du règne ce qui expliquerait que la plupart des éléments du complexe sont en briques crues. D'autres militent pour une remise en question du dogme héliopolitain, le choix de la forme du monument, qui s'apparenterait soit à une reproduction du sanctuaire primitif de Bouto soit à un gigantesque sarcophage démontrant une volonté affichée du roi de se rapprocher du mythe osirien.
Quoi qu'il en soit, ce tombeau à l'écart des sentiers battus reste une œuvre typique de la IVe dynastie par la disposition des appartements funéraires royaux, le choix des matériaux de construction et de revêtement du monument ou encore par le plan du complexe funéraire dans son ensemble.

## Le complexe funéraire

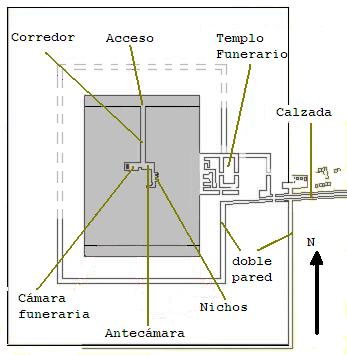
Plan du complexe funéraire

Ce complexe adopte le schéma classique des complexes mis au point pour les souverains de la IVe dynastie avec un temple de la vallée et une chaussée montante le reliant à un temple funéraire inclus dans le péribole ceignant le tombeau royal. Le temple de la vallée n'a pas encore été localisé avec précision et n'a donc fait pour le moment l'objet d'aucune fouille.
La première originalité se trouve dans la double enceinte de brique crue qui délimite ainsi deux espaces imbriqués ; l'enceinte interne fait le tour du mastaba à une distance d'environ 10 mètres, celle externe étant distante d'environ 48 mètres de la première. La chaussée traverse cette enceinte externe pour aboutir au temple cultuel accolé au monumental mastaba. La seconde originalité de ce complexe réside précisément dans le tracé de la chaussée déporté sur le sud du temple plutôt que dans l'axe du monument. Ce tracé semble d'ailleurs ne pas être rectiligne mais brisé au premier tiers de son parcours obliquant vers le nord, emplacement perdu mais probable du temple de la vallée.
Le temple funéraire ou temple haut est mieux connu. Accolé à la face est du tombeau royal, à l'instar des autres complexes funéraires royaux de la dynastie, il se composait d'une avant-cour donnant sur le temple cultuel. Ce dernier comportait une seconde cour, destinée aux rites de purification des offrandes avant leur présentation dans les salles réservées au culte du roi défunt à l'arrière de l'édifice. Un système d'évacuation des eaux de libation a pu être identifié sur le site et le mur nord du temple a livré des vestiges d'une décoration en façade de palais ce qui ne s'était pas produit depuis le temps de Djéser.
Par ailleurs, ce temple haut et sa double enceinte comportaient deux accès. L'un traditionnel depuis la chaussée et donc dans le cas présent par le sud, l'autre dans l'axe oriental du complexe. Ce point semble indiquer un changement dans la pratique cultuelle car on ne trouve pas ce double accès dans les temples funéraires précédents. L'ensemble est comparable au plan du temple de la vallée de Mykérinos et c'est précisément cette ressemblance qui interroge la fonction finale de l'édifice. Autre point de rupture avec les temples funéraires des prédécesseurs de Chepseskaf, si le sien comporte en effet une salle ou une cour comportant une stèle fausse-porte, il ne comprend en revanche aucune salle de culte à cinq niches. Ce dernier changement démontrerait selon certaines hypothèses que ce monument répondait à des obligations théologiques différentes, pour ne pas dire divergentes, de celles adoptées par la plupart des souverains de la IVe dynastie.
Par ailleurs si la partie cultuelle est bâtie en pierre l'ensemble du complexe est achevé en brique crue, fait qui pourrait confirmer que le trépas du roi vint interrompre le chantier du complexe funéraire qui sera alors complété à la hâte par son successeur, soit l'hypothétique Djédefptah, soit Ouserkaf. Des vestiges de statues royales de Chepseskaf ont été retrouvés dans ce complexe funéraire indiquant que son culte a bien été pratiqué et sont conservés au Musée du Caire.

## Le tombeau royal
Initialement et lorsque le monument était achevé, le tombeau de Chepseskaf se composait d'un gigantesque édifice dont la construction est dans la droite ligne des édifices de la IVe dynastie tant par la qualité des matériaux usités que par leur taille. Actuellement le monument se présente sous la forme d'un grand mastaba à deux degrés de cinq assises de blocs de calcaire local. Ces blocs sont colossaux et s'apparentent dans leur disposition aux constructions pyramidales des prédécesseurs de Chepseskaf. L'ensemble était recouvert d'un revêtement de calcaire fin de Tourah, disparu aujourd'hui, qui reposait sur les premières assises conçues en granite rouge d'Assouan à l'instar des revêtements des pyramides de Gizeh.
Là s'arrête la comparaison car en lieu et place d'un monument pyramidal l'architecture choisie pour édifier le tombeau royal rompt avec la tradition. Orienté nord-sud ce bâtiment mesurait initialement 99,60 mètres de longueur sur 74,40 mètres de large pour une hauteur dépassant d'environ 18 mètres, avec des murs accusant un fruit à la forte inclinaison de soixante-cinq degrés. Le toit du monument était bombé à l'image des représentations classiques du tombeau dans les reliefs et descriptions antiques. Il semble que dès sa conception ce monument fut pensé sous cette forme rectangulaire qui, si elle rappelle aujourd'hui celle d'un mastaba, devait autrefois prendre l'aspect de la chapelle primitive du sanctuaire de Bouto ou encore d'un tombeau primitif de l'époque thinite ou plus traditionnellement celui d'un monumental sarcophage, ces trois exemples répondant à des notions architecturales équivalentes lorsqu'ils sont transposés à une telle échelle. Les restitutions proposées par les égyptologues reprennent la plupart du temps l'exemple du sarcophage colossal.

## Les appartements funéraires

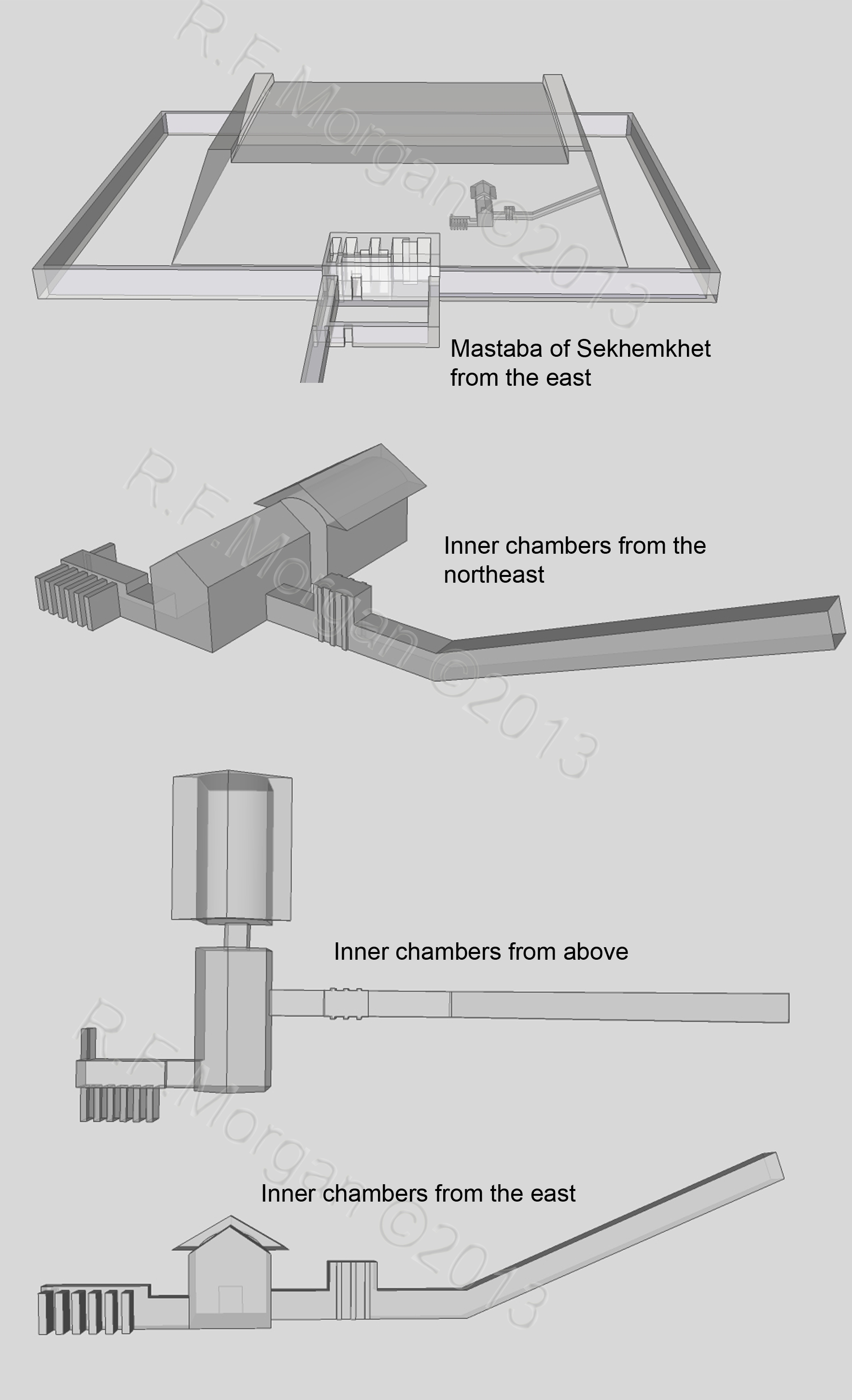
Plan du mastaba et des appartements funéraires

Le dispositif souterrain dont l'accès reste traditionnellement sur la face nord du monument, reprend celui existant chez Mykérinos en le simplifiant et en lui donnant un plan plus cohérent. L'ensemble a été bâti en maçonnerie entièrement parée de granite rouge d'Assouan au fond d'une fosse, d'une profondeur de sept mètres, creusée dans le plateau calcaire du site. Ce dispositif rappelle les grandes excavations de Zaouiet el-Aryan ou d'Abou Rawash sur une échelle moins spectaculaire.
Un premier couloir s'enfonce sur une 20,75 mètres (aujourd'hui 16,30 mètres) dans le massif du monument, selon une pente de 23°30′, et poursuivant dans la fosse, débouche sur un corridor obturé par trois porticulli de granite. Après cette section, le passage passe à l'horizontal. Au début, elle forme une petite chambre de 2,67 mètres de long et de 2,00 mètres de haut. Derrière cette chambre suivent trois pierres encore ancrées dans le plafond. À ce stade, le passage a une largeur de 1,10 mètre et sa hauteur diminue à 1,27 mètre. Ici, les murs et le plafond sont recouverts de granit. Après la chute des pierres, la hauteur du passage augmente à nouveau, mais le sol est très irrégulier à cet endroit, car il n'était plus pavé. Après une nouvelle réduction de la hauteur à 1,20 mètre et une distance horizontale totale de 19,46 mètres, le passage mène finalement à l'antichambre.
L'antichambre a une longueur est-ouest de 8,31 mètres, une largeur de 3,05 mètres et une hauteur de 5,55 mètres. Elle était couverte par un système de dalles monolithiques en granit non poli disposées en chevrons. De son côté ouest, un couloir de 1,20 mètre de haut, 1,11 mètre de large et 1,54 mètre de long avec une pente de 10°30′ mène à la chambre funéraire. Elle mesure 7,79 mètres de long, 3,85 mètres de large et 4,90 mètres de haut. Elle possède un toit également composé de dalles monolithiques de granit non poli disposées en chevrons, et dont le soffite avait été retaillé en cintre, lui donnant l'aspect d'une voûte. Cette particularité se trouve également dans les appartements funéraires de Mykérinos à Gizeh. Lors de l'exploration du caveau des débris d'un sarcophage, qui était probablement fait de grauwacke ou de basalte, à la décoration en façade de palais et doté d'une gorge égyptienne a permis de restituer une œuvre similaire au sarcophage de Mykérinos.
Depuis l'angle sud-est de l'antichambre, un couloir mène plus au sud. Il mesure 10,62 mètres de long, 1,14 mètre de large et entre 2,10 et 2,30 mètres de haut. Sur son côté est, il y a quatre niches étroites, une autre sur son côté ouest, directement en face de la niche orientale la plus reculée. Les niches orientales ont une longueur de 2,10 à 2,27 mètres, une largeur de près de 0,80 mètre et une hauteur de 1,40 mètre, la niche occidentale a une longueur de 2,65 mètres et une largeur de 1,16 mètre. Ces niches devaient abriter le mobilier funéraire du roi.

## Histoire du monument
Dans les inscriptions officielles désignant le complexe funéraire de Chepseskaf, le déterminatif mer désignant la pyramide est systématiquement employé. Les appartements funéraires de cette tombe sont par ailleurs semblables à ceux d'une pyramide. Les matériaux employés restent en taille et en qualité des matériaux analogues à ceux utilisés pour l'édification des pyramides de Gizeh par exemple. Le complexe reprend les éléments essentiels des complexes pyramidaux avec un temple bas, une chaussée et un temple haut accolé à la face est du cénotaphe royal. Tout semble indiquer qu'initialement Chepseskaf avait l'intention de se faire bâtir une pyramide bien que le choix de son emplacement marque une réelle rupture avec la nécropole dynastique traditionnelle.
Cependant ces faits semblent se contredire avec les résultats des études menées sur le monument depuis Mariette jusqu'à Hawass en passant par Gustave Jéquier qui le premier en dressa un plan complet. En effet, ces travaux démontrent qu'il n'y a pas eu de changements au cours de l'édification du monument et que s'il a été en effet achevé à la hâte, notamment en ce qui concerne le temple funéraire et sa double enceinte, son plan avait été dès le départ celui du monument que nous connaissons aujourd'hui. De plus les différences notoires et sans précédent dans le plan du temple funéraire incitent à penser qu'il y a eu de la part du roi une volonté délibérée de marquer le pas et de ne pas s'associer à l'entreprise titanesque de ses prédécesseurs et probablement à la théologie qui la soutenait. Sa mort, sans doute prématurée, intervint alors que le caveau et le monument principal du complexe étaient en voie d'achèvement et le temple funéraire en cours d'édification. 
Chepseskaf y reçut un culte jusqu'à la fin de la VIe dynastie, qui sera réactivé au Moyen Empire à la suite de la période d'anarchie de la Première Période intermédiaire.

## Photos

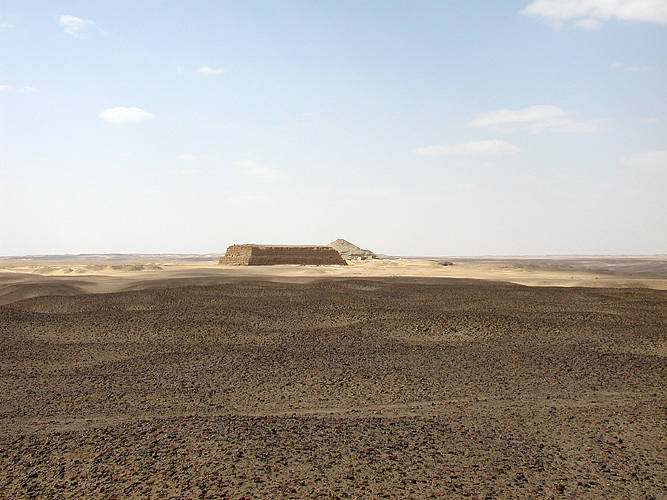
Le mastaba
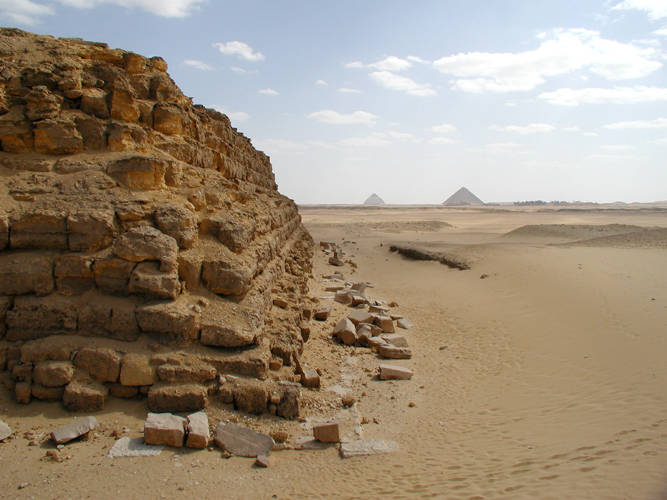
Coin nord-ouest du mastaba
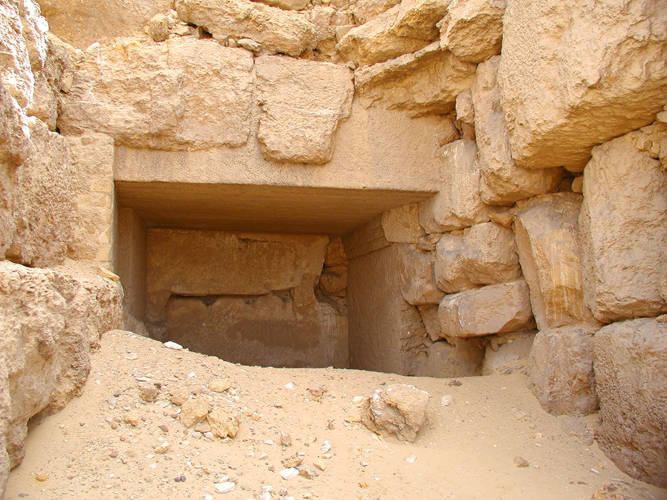
Entrée du mastaba